# Toma Paleolog
Toma Paleolog (grč. Θωμάς Παλαιολόγος, Thōmas Palaiologos) (Carigrad, 1409. – Rim, 12. svibnja 1465.), posljednji morejski despot (1428. – 1460.) i titularni bizantski car (1460. – 1465.). Bio je najmlađi sin cara Manuela II. (1391. – 1425.) i Jelene Dragaš te mlađi brat posljednjeg bizantskog cara Konstantina XI. (1448. – 1453.) iz dinastije Paleolog.
Zajedno sa starijim braćom Tedorom i Konstantinom dobio je 1428. godine na upravu Morejsku Despotovinu na Peloponezu. Kada se Teodor 1443. godine odrekao službe, a Konstantin 1448. godine postao novi bizantski car, Tomi se na čelu despotovine pridružio stariji brat Demetrije II. Paleolog.
Tijekom 1447. Toma i njegova braća postali su vazali Osmanskog Carstva. Za vrijeme opsade Carigrada 1453. godine osmanske trupe su sprječavale Tomu i Demetrija u pokušaju da pošalju pomoć opkoljenom gradu. Nakon pada Carigrada obojica su zadržali vlast nad Peloponezom. Toma je bio prozapadnjački orijentiran, dok je Demterije bio proturske orijentacije, zbog čega je izbio sukob među njima 1460. godine. Nakon poraza, Demetrije je potražio pomoć Osmanlija zbog čega je Toma naposljetku morao pobjeći s obitelji u Italiju. U Italiji mu je papa priznao legitimno pravo na carsku krunu Bizanta. Kako bi dobio veću potporu od zapadnih kršćana, Toma je pred kraj života prešao na rimokatoličku vjeru.
Umro je 1465. godine u Rimu, a prava na bizantsku krunu prešla su na njegovog starijeg sina Andriju († 1502.).

## Vanjske poveznice
- Nasljednik bizantske carske titule koji se s pravoslavlja preobratio na katolicanstvo - dnevno.hr

| Toma Paleolog Dinastija PaleologRođ. 1409. Umr. 12. svibnja 1465. | |                              |
| Vladarske titule                                                  | |                              |
| prethodnik Konstantin XI. Paleolog                                | morejski despot 1428.–1460. S: Demetrijem Paleologom | osmanlijsko osvajanje Moreje |
| Pretendentske titule                                              | |                              |
| prethodnik Konstantin XI. Paleolog                                | — NASLOVNA TITULA — bizantski car (službeno "konstantinopolski car") 1453.–1465. s Demetrijem Paleologom Razlog za izostanak nasljedstva: Pad Carigrada i osmanlijsko osvajanje Bizanta | nasljednik Andrija Paleolog  |